# 陳慶堃
陳慶堃（1919年3月10日—1983年8月7日），中國廣東番禺區人，中華民國海軍中將，曾因1949年4月21日－4月23日長江突圍獲得青天白日勳章。除了在國共內戰保存國軍軍艦重要事蹟外，在1950年代海軍參謀任內，也致力於海軍標準化流程，對海軍軍力重建有其貢獻。

## 經歷
畢業於黃埔海軍學校第二十二期航海科和中央海軍訓練團。歷任海軍分隊長、參謀、附員、組員、教官和謀報員等職。1947年任“中基”艦少校副艦長。
民國37年擔任永嘉艦艦長。

### 長江突圍
1949年4月23日，中華民國海軍海防艦隊司令林遵召開艦隊全體艦長大會，聲明投共決心並進行投票，贊同投共票數比反對票數多，但也有很多人沒表態。同日，林遵隨即率領30艘軍艦1,200餘名官兵在南京籬斗山江面投共。由於林遵在離開會談座艦時忘記降下其司令旗，反對投共的永嘉艦艦長陳慶堃即利用司令旗，率領第二艦隊中9艘戰艦突圍南逃。
民國38年底，調任太倉艦艦長並協防海南島，期間力圖改善艦上環境，甚至與基層官兵用餐聊天以提振士氣。
民國44年，赴美接收「咸陽」號驅逐艦（原美國海軍格里維斯級驅逐艦Rodman"號），並擔任首任艦長。卸任艦長職務後，調任海軍總司令部作戰副參謀長室助理。
民國51年，陳慶堃升任驅逐艦隊司令官，並晉升為海軍少將。
後來陳慶堃歷任海軍艦隊指揮部艦艇訓練司令部中將司令（民國54年3月16日）、驅逐巡防部隊司令部司令（民國57年）、海軍艦隊指揮部指揮官並於任滿退伍。
民國72年8月，陳慶堃中將病逝。
譯作有《美海軍艦艇操作術》等。

## 榮譽
青天白日勋章（1949年颁授）